# Chan Santokhi

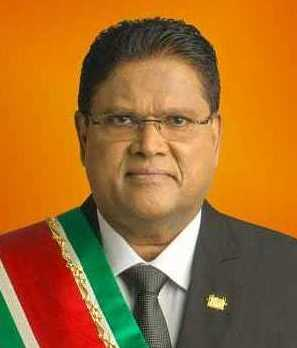

Chandrikapersad Santokhi (n. 3 februarie 1959, Lelydorp, Wanica, Surinam), cunoscut, de asemenea, sub numele de Chan Santokhi, este un politician surinamez și fostul șef al poliției.
În septembrie 2005, Santokhi a fost învestit în funcția de ministru al Justiției, în numele Partidului Reformei Progresive.
La 30 mai 2020, Chan Santokhi și-a anunțat candidatura pentru funcția de președinte al Surinamului. La 29 iunie, VHP l-a nominalizat pe Chan Santokhi drept candidat pentru președinție. La 7 iulie, coaliția l-a nominalizat pe Chan Santokhi ca președinte al Surinamului și pe Ronnie Brunswijk ca vicepreședinte al Surinamului. Niciun alți candidați nu fuseseră nominalizați la 8 iulie 2020, iar la 13 iulie Santokhi a fost ales președinte prin aclamație în cadrul unor alegeri necontestate. El a fost inaugurat pe 16 iulie pe Onafhankelijkheidsplein din Paramaribo, într-o ceremonie fără public din cauza pandemiei de COVID-19. Și-a depus jurământul recitând shlok-uri și mantre hinduse sanscrite în cadrul ceremoniei sale de jurământ.